# عزیر

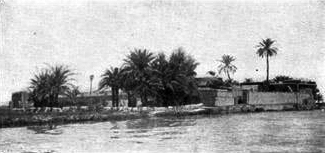
مکانی که به لحاظ سنتی به عنوان مقره عزیر توصیف می‌شود، در العزیر نزدیک بصره

عُزَیر (به عبری: ירושלים با تلفظ «عزرا»، به عربی: عُزَیر، به فارسی: عُزِیر) شخصیتی است که در قرآن، در آیه ۳۰ سوره توبه ذکر شده است، که بیان می‌شود او توسط یهودیان به عنوان «پسرِ خدا» مورد تقدیس قرار گرفته است. عزیر در غالب اوقات با عزرا در کتاب مقدس همسان دانسته می‌شود. تاریخ‌دانان امروزی این ارجاع را ارجاعی «توضیح‌ناپذیر یا سردرگم‌کننده» وصف می‌کنند، از آن جا که چنین دیدگاه‌هایی در منابع یهودی یافت نشده است. محققان اسلامی ارجاع قرآنی را به طُرُق گوناگونی تفسیر کرده‌اند، و برخی توجیه می‌آورند که این ارجاع به گروه به‌خصوصی از یهودیان اشاره دارد.
عُزِیر (به معنی «یاری») نام یکی از شخصیت‌هایی است که در قرآن نامش ذکر شده است. قرآن صراحتاً او را یک پیامبر ندانسته است، ولی بسیاری از مفسران بر اساس احادیث، او را یکی از پیامبران می‌دانند. قرآن بیان می‌دارد که گروهی از یهود عُزیر را پسر خدا دانسته و کافر شدند. برخی مفسرین معتقدند این گروه از یهود که عزیر را پسر خدا می‌دانسته‌اند در یمن سکونت داشته‌اند.
بنا به روایت قرآن، شخصی که برخی آن را عزیر دانسته‌اند، در زمان ویرانی شهری که برخی مفسرین آن را اورشلیم دانسته‌اند؛ به خواب رفت و پس از صدسال زنده شد، در حالی که رنگ خوراک و نوشیدنی او تغییر نکرده بود. زمانی که عزیر از خواب برخاسته بود، شهر اورشلیم بازسازی شده بود.
بسیاری معتقدند عزیر مأخوذ از کلمه عبری عزرا می‌باشد، که یکی از پیامبران یهودیان است. برخی از روایات عزرا را برادر عزیر دانسته‌اند. برخی از پژوهشگران هم عزیر را نه عزرا (Ezra)، بلکه عزاریا (Azariah) می‌دانند.

## اعتقاد یهودیان به عزیر

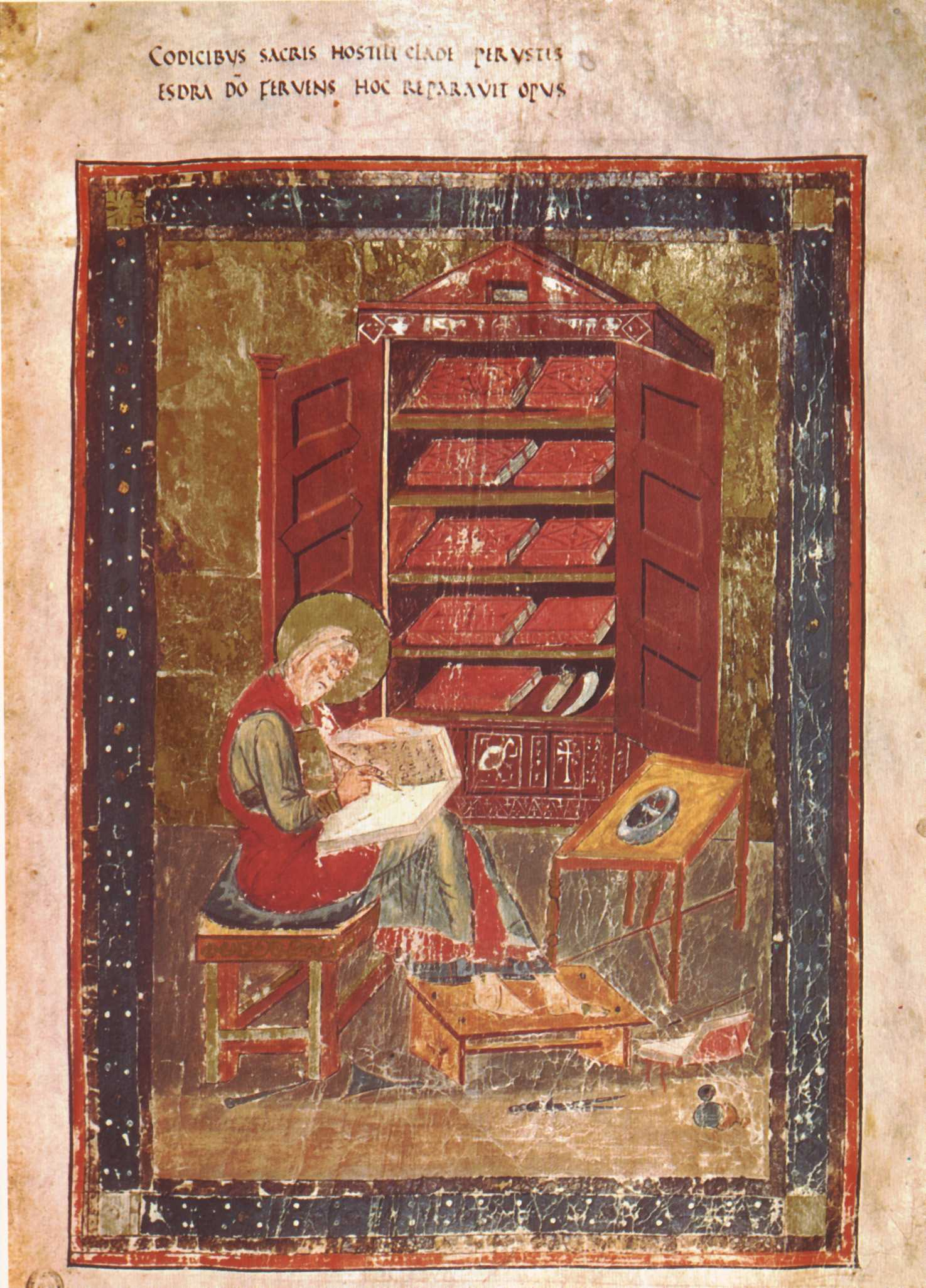
برگ ۵r از «کدکس آمیاتینوس» (فلورانس، کتابخانه مدیچی لورنتزیانا، نسخه خطی Amiatinus 1)، عزیر کاتب. «هنگامی که کتاب‌های مقدس در آتش جنگ نابود شدند، عزیر خرابی را جبران کرد.»

گوردون دارنل نیوبی پیشنهاد کرده است که عبارت قرآنی ممکن است منعکس کننده نامگذاری احتمالی عزرا به عنوان یکی از فرزندان خدا توسط یهودیان حجاز باشد. محقق گوردون دارنل نیوبی در مورد عزیر، فرشته متاترون، و پسران الوهیم (به معنای واقعی کلمه پسران خدا) به موارد زیر اشاره می‌کند:
می توان نتیجه گرفت که ساکنان حجاز در زمان محمد حداقل بخش‌هایی از کتاب سوم خنوخ را مشترک با یهودیان می‌دانستند. فرشتگانی که متاترون بر آنها حاکم شد، در روایات خنوخ به عنوان پسران خدا، پسران الوهیم، ناظران، و افتادگان به عنوان عامل سیل شناخته می‌شوند. در ۱ خنوخ و ۴ عزرا، عبارت پسر خدا را می‌توان در مورد مسیح به کار برد، اما بیشتر اوقات در مورد مردان عادل اطلاق می‌شود، که سنت یهودی هیچ‌کس را عادل تر از کسانی نمی‌داند که توسط خدا انتخاب شده‌اند تا آنها را زنده به بهشت ببرند. پس به راحتی می‌توان تصور کرد که در میان یهودیان حجاز که ظاهراً درگیر گمانه زنی‌های عرفانی مربوط به ارابه بودند، عزرا به دلیل سنت ترجمه او، به دلیل تقوای او و به ویژه به دلیل همسان دانستن او با خنوخ. به عنوان کاتب خدا، می‌توان به عنوان یکی از پسران الوهیم توصیف کرد. طبیعتاً او با توصیف پیشوای دینی (یکی از خاخام‌های قرآن ۹: ۳۱) که یهودیان او را تجلیل کردند، مطابقت دارد.
در ۲ اسدراس، نسخه سریانی، عزرا مؤلف علم حق تعالی نامیده شده استدر چندین سنت یهودی، خنوخ انسانی به فرشته متاترون تبدیل می‌شود[۱] در روایات دیگر، متاترون او را «یَهُوَه صغیر» به معنای خدای کوچک می‌نامد.در قرآن کریم، عزیر، طبق سوره توبه آیه ۳۰، توسط یهودیان به عنوان پسر خدا مورد احترام است و معمولاً به عنوان ترجمه عربی نام عبری حضرت عزرا، که با خنوخ نیز شناخته شده است، تعبیر می‌شود. و متاترون در عرفان ارابه ای.
مارک لیدزبارسکی و مایکل لودال نیز وجود یک فرقه یهودی-عربی را فرض کردند که احترام به عزرا در حد ایزدانگاری
خاخام آلن مالر اشاره می‌کند که در مسجد ترمذی حدیثی وجود دارد که می‌گوید یهودیان خاخام‌های خود را می‌پرستند، زیرا آنها آنچه را که خاخام‌هایشان می‌گویند بر اساس کلام خدا می‌پذیرند.او ادعا می‌کند که این درست است زیرا یهودیان ارتدوکس یهودیت را بر اساس تفسیر خاخام از تورات شفاهی انجام می‌دهند. او همچنین نقل می‌کند که ابن‌عباس نقل کرده است که چهار یهودی معتقد بودند که عزیر پسر خداست.
روئوفین فایرستون، یهودی، می‌گوید شواهدی وجود دارد که نشان می‌دهد گروه‌هایی از یهودیان عزرا را بیشتر از یهودیت غالب مورد احترام قرار می‌دهند، که با تفسیر این آیه که فقط دربارهٔ گروه کوچکی از یهودیان صحبت می‌کند، همخوانی دارد. کتاب عزرا دوم، که کتابی غیرقانونی است و به اسیران بابل نسبت داده می‌شود، مقام شبه‌الهی یا فرشته‌گون عزرا را به او نسبت می‌دهد.

### یهودیان یمن و عزیر
هیرشبرگ فرضیه دیگری را بر اساس سخنان ابن حزم مطرح کرد و آن این بود که «مردم صالح ساکن یمن معتقدند که عزرا واقعاً پسر خداست، طبق سایر منابع اسلامی، برخی از یهودیان یمنی بودند که به اسلام گرویدند». بر این باور بود که عزرا مسیح است، و او را می‌توان در همان نوری که مسیحیان عیسی، مسیح، پسر خدا را دید.

### یهودیان عراق و عزیر
شاعر اندلسی یهودا الحارزی داستان‌هایی را که در سفرش به خاور نزدیک دربارهٔ قبر عزرا و نوری که از آن ساطع می‌شود، شنیده است، ثبت کرده است. نوری که تاریکی غلیظ را می‌زداید. به خاطر این پدیده، مردم معتقدند که جلال خدا بر آن می‌درخشد و بسیاری از مردم به آنجا می‌روند. روایت‌های مشابهی دربارهٔ نوری که از قبر عزرا برمی‌خیزد، در نوشته‌های مسافر یهودی در قرن دوازدهم، به نام ریگنسبورغ، ذکر شده است. او اشاره کرده که عزرا، نویسنده، در مرز سرزمین بابل دفن شده است. زمانی که ستونی از آتش بر فراز قبر او قرار دارد، به خاطر درخشندگی بالای قبرش، معبدی که بر آن نصب شده، نمایان نمی‌شود. همچنین، نور مرموز قبر عزرا در نوشته‌های یاسین البیکای قرن یازدهم در کتاب مختصرش دربارهٔ مکان‌های مقدس حج، و همچنین در نوشته‌های حاخام یشاق الفراء از مالقه در سال ۱۴۱۴ میلادی و بنیامین تودیلا در قرن سیزدهم ذکر شده است.

### عزرا به عنوان یک فرشته
در کتاب ملاکی، فصل ۳: ۱، ببین، من فرشته ام را می‌فرستم. ترگم می‌گوید: «در دست فرشته من که اسمش عزرا کاتب است.» ترگم جاناتان بن اوزیل، در رابطه با عبارت «توسط مالاکی» (۱: ۱)، توضیح می‌دهد که «نام او عزرا کاتب بود». با احتمال مساوی، ملاکی را با مردخای، نحمیا و زروبابل یکی دانستند، و به نظر می‌رسد این ترجمه به این ایده منتهی شده است که ملاکی و یحیی تعمید دهنده، فرشته‌ای به شکل انسان هستند.

### اعتقاد به وجود هین در سنت یهودی
کابالا یک سیستم فکری عرفانی یهودی است که در قرن دوازدهم و سیزدهم در جنوب فرانسه و اسپانیا شکل گرفت. آموزه الوهیت کابالا فقط دو خدا را می‌شناسد - خدای پنهان، خدای بزرگ، بی‌نهایت، خدای هیچ. و خدای پویا تجربه دینیتلمود بابلی اشاره می‌کند که الیشع بن ابویه (Elisha ben Abuyah) فکر می‌کرد که متاترون خدای دوم است و او کتاب‌های صدوقیان را می‌خواند.تلمود بابلی به گفتگوی یک یهودی اشاره می‌کند که می‌گفت متاترون باید پرستش شود.

## واژه‌نامه
1. ↑  engimatic